# Maria Amàlia de Brandenburg-Schwedt
Maria Amàlia de Brandenburg-Schwedt - Maria Amalia von Brandenburg-Schwedt (alemany) - (Cölln, avui un barri de Berlín, 26 de novembre de 1670 - Palau de Bertholdsburg, Schleusingen, 17 de novembre de 1739) era una princesa de la Dinastia dels Hohenzollern, filla de l'Elector de Brandenburg Frederic Guillem (1620-1688) i de Sofia Dorotea de Schleswig-Holstein-Sonderburg-Glücksburg (1636-1689).
El 20 d'agost de 1687 es va casar a Potsdam amb el príncep Carles de Mecklenburg-Güstrow (1664-1688), fill del duc Gustau Adolf i de Magdalena Sibil·la de Schleswig-Holstein-Gottorp. Van tenir un únic fill, Carles, que va morir en néixer el 15 de març de 1688, el mateix dia en què també moria el Príncep Carles. El 25 de juny de 1689 es va casar per segona vegada, a Potsdam, amb el duc Maurici Guillem de Saxònia-Zeitz (1664-1718), fill del duc Maurici de Saxònia-Zeitz (1619-1681) i de la seva segona dona Maria Dorotea de Saxònia-Weimar (1641-1675). El matrimoni va tenir cinc fills: 
- Frederic Guillem (1690-1690)
- Dorotea (1691-1743), casada amb Guillem VIII de Hessen-Kassel (1682-1760).
- Carolina Amàlia (1693-1694)
- Sofia Carlota (1695-1696)
- Frederic August (1700-1710)